# کوه سولن
کوه سولن (به لاتین: Mount Sulen) یک کوه در پاپوآ گینه نو است که در استان سانداون واقع شده‌است. کوه سولن ۱٬۸۵۹ متر بالاتر از سطح دریا واقع شده‌است.